# Auchy-lès-Hesdin
Auchy-lès-Hesdin település Franciaországban, Pas-de-Calais megyében. Lakosainak száma 1517 fő (2022. január 1.). Auchy-lès-Hesdin Azincourt, Le Parcq, Rollancourt, Vieil-Hesdin, Wamin, Béalencourt és Fressin községekkel határos.

## Népesség
A település népességének változása:
| Lakosok száma | 1647 | 1600 | 1594 | 1571 | 1574 | 1562 | 1544 | 1531 | 1517 |
|               | 2013 | 2015 | 2016 | 2017 | 2018 | 2019 | 2020 | 2021 | 2022 |